# Трећа влада Милутина Гарашанина
Трећа влада Милутина Гарашанина је била на власти од 23. марта 1886. до 1. јуна 1887. (по старом календару).

## Чланови владе
| Функција                                                  | Слика             | Име и презиме        | Детаљи           |
| --------------------------------------------------------- | ----------------- | -------------------- | ---------------- |
| Председник министарског савета и министар унутрашњих дела |                   | Милутин Гарашанин    |                  |
| Министар иностраних дела                                  |                   | Драгутин Франасовић  |                  |
| Министар правде                                           |                   | Димитрије Маринковић |                  |
| Министар финансија                                        |                   | Чедомиљ Мијатовић    |                  |
| Министар просвете и црквених дела                         |                   | Милан Кујунџић       |                  |
| Министар војни                                            |                   | Ђура Хорватовић      | до 5/17.2. 1887. |
| Министар војни                                            | Петар Топаловић   |                      |                  |
| Министар грађевина                                        |                   | Петар Топаловић      | до 5/17.2. 1887. |
| Министар грађевина                                        | Михаило Богићевић |                      |                  |
| Министар народне привреде                                 |                   | Чедомиљ Мијатовић    | заступник        |